# Sonate K. 528
La sonate K. 528 (F.472/L.200) en si bémol majeur est une œuvre pour clavier du compositeur italien Domenico Scarlatti.

## Présentation
La sonate K. 528, en si bémol majeur, notée Allegro, forme une paire avec la sonate suivante. Outre la tonalité, ces deux sonates partagent le retour des croisement de mains. Christopher Hail fait le rapprochement avec la K. 118 et 135 qui partagent des sauts avec échange de motifs aux deux mains lors des croisements.

## Manuscrits
Le manuscrit principal est le numéro 15 du volume XIII (Ms. 9784) de Venise (1757), copié pour Maria Barbara ; les autres sont Parme XV 15 (Ms. A. G. 31420), Münster I 63 (Sant Hs 3964) et Vienne D 13 (VII 28011 D). Une copie figure à Barcelone (E-Bbc), ms. M 1964 (no 7), un manuscrit du milieu du XVIIIe siècle, base de l'édition Granados de 1904.

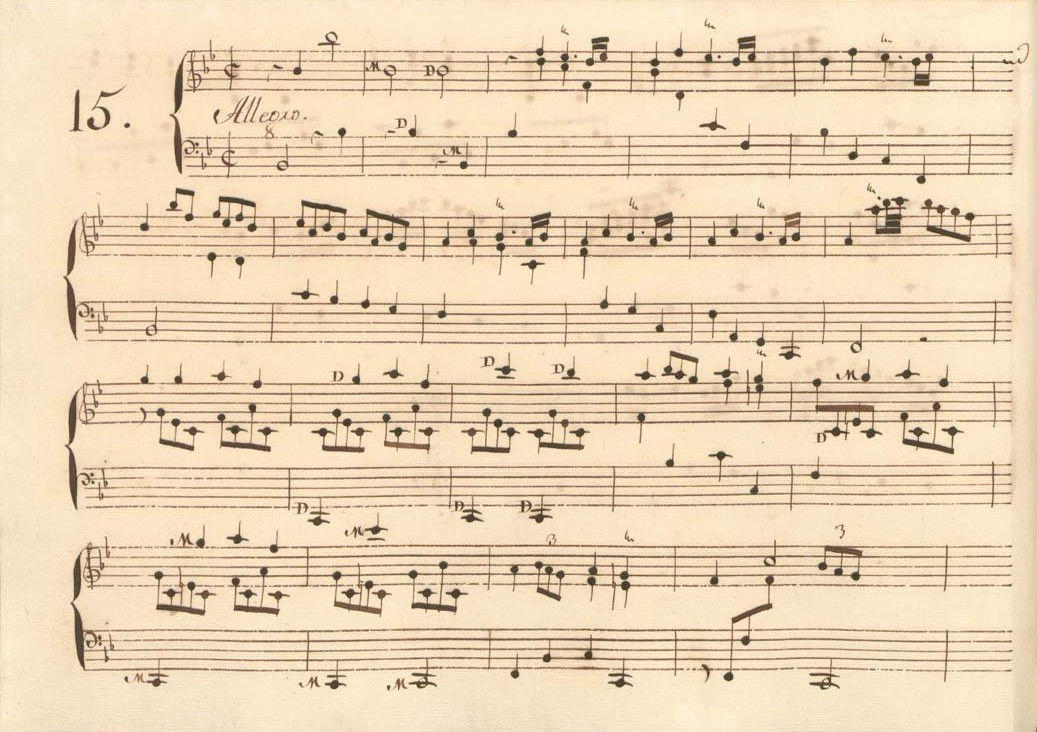
Parme XV 15.
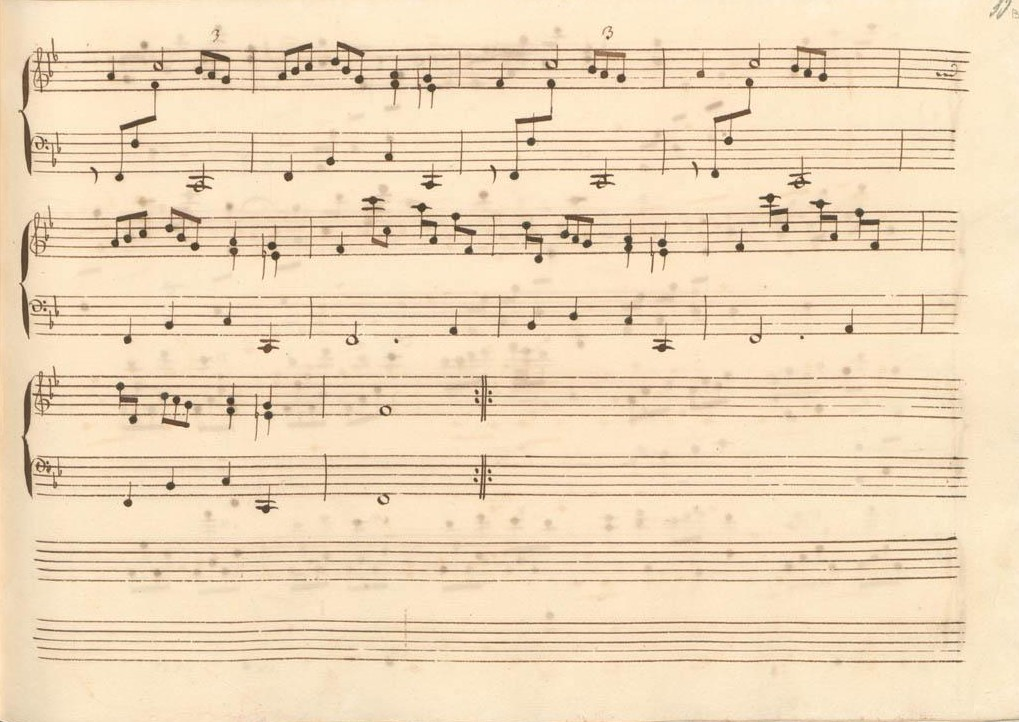
Parme XV 15 (fin de la première section)
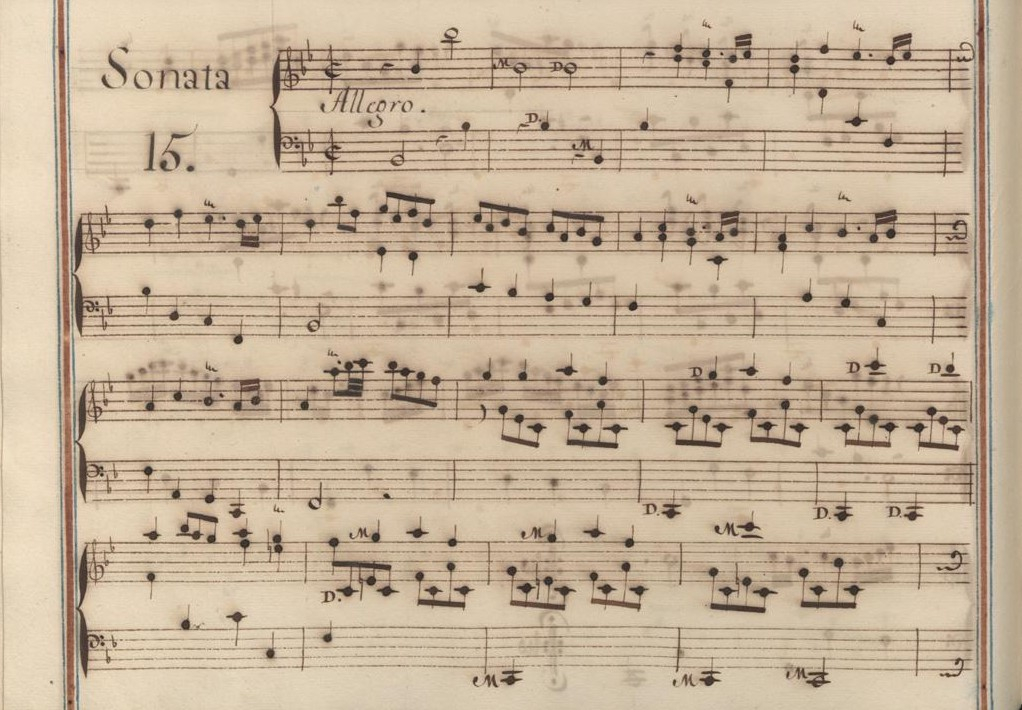
Venise XIII 15.
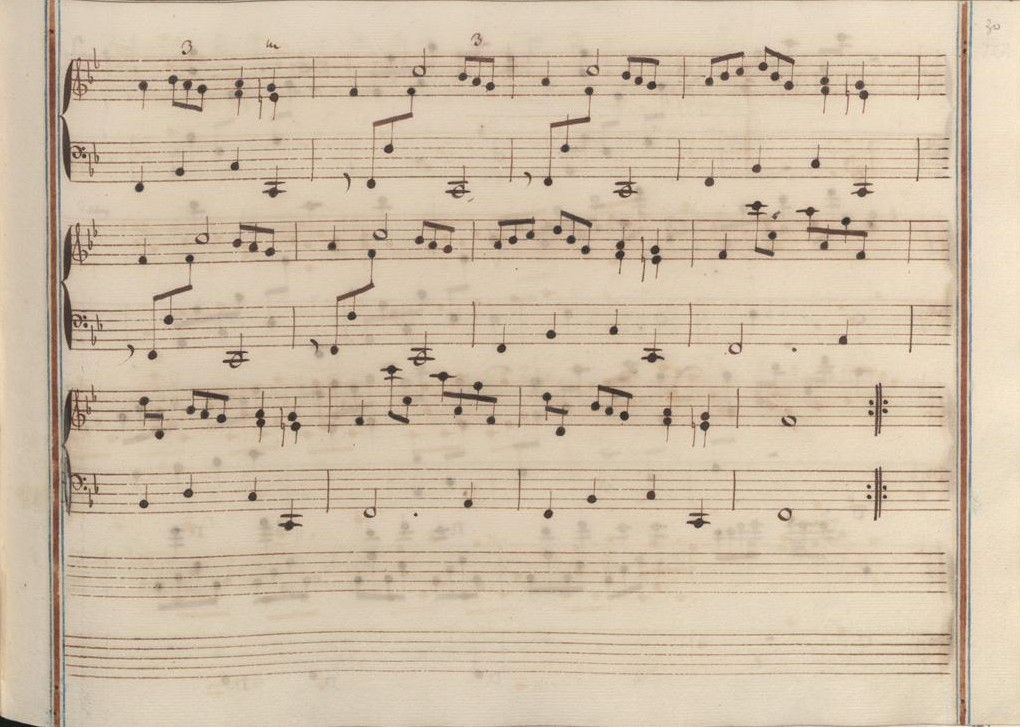
Venise XIII 15 (fin de la première section).
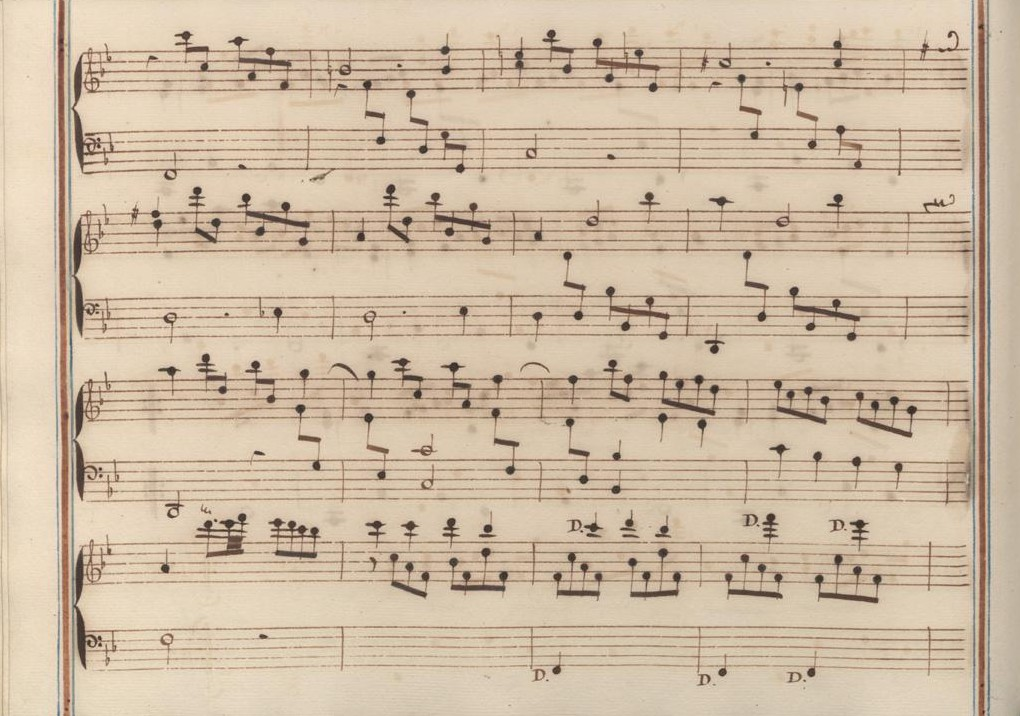
Venise XIII 15 (début de la seconde section).
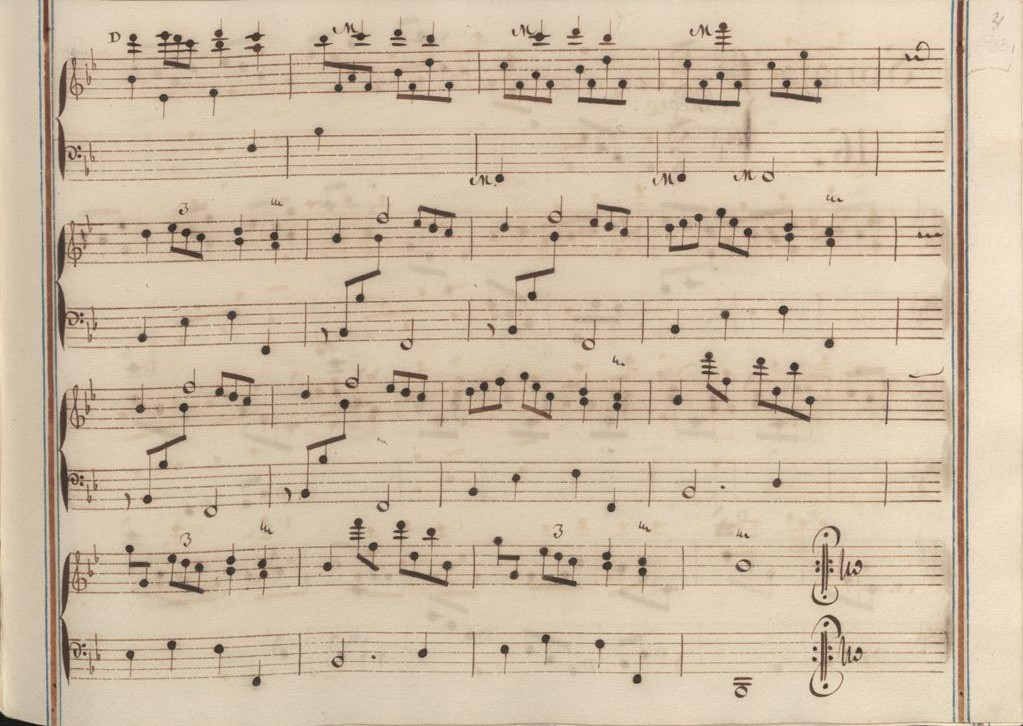
Venise XIII 15 (fin de la sonate).

## Interprètes
La sonate K. 528 est défendue au piano par Duanduan Hao (2015, Naxos, vol. 16) ; au clavecin, elle est jouée par Scott Ross (1985, Erato), Richard Lester (2005, Nimbus, vol. 4) et Pieter-Jan Belder (2007, Brilliant Classics, vol. 12).

## Sources
: document utilisé comme source pour la rédaction de cet article.
- Ralph Kirkpatrick (trad. de l'anglais par Dennis Collins), Domenico Scarlatti, Paris, Lattès, coll. « Musique et Musiciens », 1982 (1re éd. 1953 (en)), 493 p. (ISBN 978-2-7096-0118-4, OCLC 954954205, BNF 34689181).
- Alain de Chambure, « Domenico Scarlatti, Intégrale des sonates — Scott Ross », Erato/Éditions Costallat (2564-62092-2 (livret : 2292-45309-2)), 1985 (OCLC 891183737) .
- (es) Celestino Yáñez Navarro (thèse), Nuevas aportaciones para el estudio de las sonatas de Domenico Scarlatti. Los manuscritos del Archivo de Música de las Catedrales de Zaragoza, Université autonome de Barcelone, 2016 (lire en ligne)